# Ковальчук, Анастасия Александровна
Анастаси́я Алекса́ндровна Ковальчу́к (род. 8 ноября 1991 года в Кременчуге, Украина) — украинская профессиональная бильярдистка, Заслуженный мастер спорта Украины.

## Биография и карьера

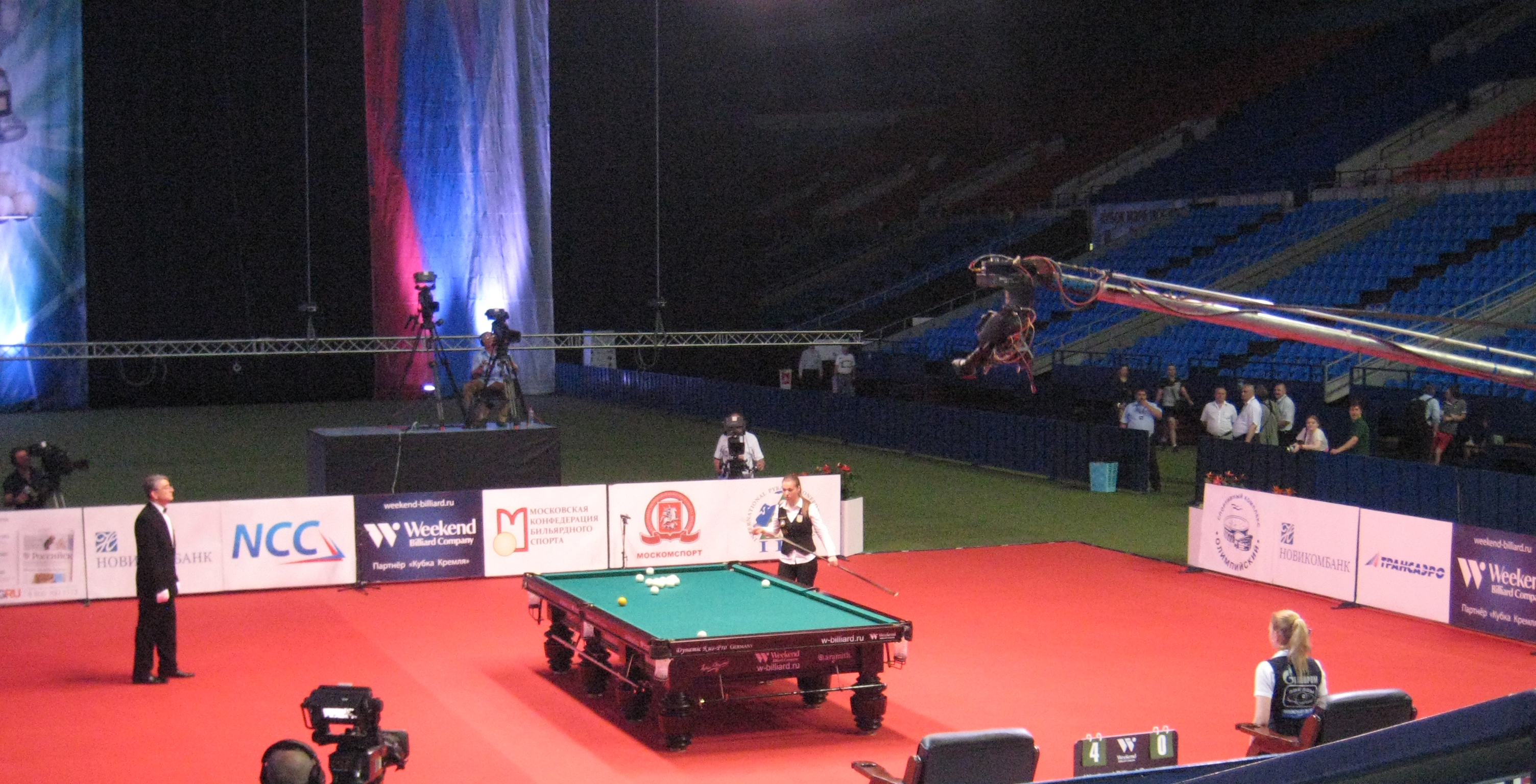
Финальный матч Кубка Мира 2014 против Дианы Мироновой

Начала играть в русский бильярд (пирамиду) в 12 лет, и с тех пор постоянно занимается этой игрой. Первым тренером Ковальчук был Виталий Шишков, вторым тренером был Виктор Приходько, а с 16-ти лет и по сей день она тренируется самостоятельно. Лучшим достижением украинской бильярдистки на международных турнирах является победа на Кубке Мира в 2014 году. Многократная призерка чемпионатов мира как в личном зачете так и в командном в паре с Татьяной Тучак, а также призерка чемпионатов Европы и многократная чемпионка Украины. В настоящее время считается лучшей бильярдисткой Украины. Играет киями украинского мастера Александра Ривоненко. Возглавляет обособленное подразделение Федерации спортивного бильярда Украины в Полтавской области.

## Достижения в карьере
- Чемпионат Европы среди девушек финалистка — 2007
- Кубок Татьяны Овсиенко победительница — 2008
- Этап Кубка Украины победительница — 2009
- Чемпионат Украины победительница — 2009
- «Мисс Бильярд» второе место — 2008
- Кубок Украины победительница — 2009
- Кубок Мира победительница — 2014
- Чемпионат Мира по "динамичной пирамиде" третье место - 2015
- Командный Чемпионат Мира второе место - 2015
- Командный Чемпионат Мира третье место - 2016
- Чемпионат Мира "свободная пирамида" второе место - 2016
- Командный Чемпионат Мира второе место - 2017
- Командный Чемпионат Мира второе место - 2018
- Чемпионат  Мира "свободная пирамида" второе место - 2018
- Кубок ммра второе место - 2018
- Чемпионат Мира "свободная пирамида" третье место - 2019
- Кубок мира третье место - 2019